# Canonmills
Canonmills war eine Whiskybrennerei in Edinburgh in Schottland.
Die Brennerei wurde 1782 von James Haig in der Stadt Edinburgh gegründet. Sie gehört damit zu den ältesten lizenzierten Destillerien Schottlands. Canonballs wurde zu einer Zeit gegründet, als die Regierung hart gegen die unzähligen illegalen Privatbrennereien vorging, und produzierte Malt Whisky. Aus dem Jahre 1784 ist ein bekannter Zwischenfall im Zusammenhang mit der Brennerei verzeichnet. In diesem Jahr kam es zu verheerenden Ernteausfällen, weshalb eine aufgebrachte Menge zur Brennerei zog, wo große Mengen an Getreide, Kartoffeln und Gemüse gelagert waren. Nach der Konfrontation mit bewachten Sicherheitskräften wurde ein Demonstrant erschossen und die Anführer festgenommen. Sie wurden schnell verurteilt und als Strafe zunächst in den Straßen der Stadt öffentlich ausgepeitscht und dann für 14 Jahre in eine Strafkolonie verbannt.
Aus wirtschaftlichen Gründen musste die Brennerei 1788 geschlossen werden. Aus den Vollstreckungsunterlagen ist bekannt, dass zur Whiskyproduktion eine Wash Still mit einer Kapazität von 6000 Gallonen und eine Wash Still mit einer Kapazität von 1608 Gallonen benutzt wurden. 1790 kauften John Stein & Co. die stillgelegte Brennerei. In den 1830er Jahren kam sie dann zu J. Haig & Sons. Im weiteren Verlaufe ihrer Geschichte wurde die Brennerei stillgelegt und nur die Mälzerei als Zulieferer für eine Brauerei erhalten. Wann genau die Brennerei aufgegeben wurde, ist nicht verzeichnet. In den 1970er Jahren wurden die Gebäude abgerissen und das Gelände mit Wohnhäusern bebaut.